# Karl Christian von Weyrach
Karl Christian von Weyrach (né le 1er juillet 1782 à Anklam et mort le 26 juin 1869 à Berlin) est un général d'infanterie prussien.

## Biographie

### Origine
Weyrach est issu d'une famille élevée dans la noblesse de Bohême le 20 juillet 1702. Il est le fils du capitaine prussien Christian Sigismund von Weyrach (1740-1823) et son épouse Luise, née von Buddenbrock (de) (1764-1796). Elle est la fille du général de division prussien Ludwig von Buddenbrock (de).

### Carrière militaire
À l'âge de dix ans, Weyrach arrive comme page à la cour du roi Frédéric-Guillaume II Le 23 avril 1799, il est nommé enseigne dans le 20e régiment d'infanterie du prince Louis-Ferdinand de Prusse. Weyrach y devient sous-lieutenant à la mi-février 1803 et rejoint le 5/20 bataillon de grenadiers en tant qu'adjudant l'année suivante. À ce poste, il participe à la bataille d'Iéna en 1806 lors de la guerre de la Quatrième Coalition. Début décembre, il rejoint le 1er bataillon de réserve de Prusse-Occidentale et combat en février 1807 à Preußisch Eylau en février 1807. Après la paix de Tilsit, il est promu Premier lieutenant et devient adjudant de Yorck. Pendant les guerres napoléoniennes, Weyrach, promu major depuis, occupe le même poste avec le général Bülow. Il participe aux batailles de Möckern, Lützen, Bautzen, Gross Beeren, Leipzig, Laon, Paris, Ligny et Waterloo. Weyrach reçoit la croix de fer de 2e classe pour la bataille de Halle et la 1re classe pour Dennewitz.
Fin avril 1815, Weyrach rejoint Blücher comme adjudant et devient lieutenant-colonel le 4 octobre 1815. À la mi-janvier 1816, il est envoyé au ministère de la Guerre. Le 9 juin 1817, il est nommé commandant du 10e régiment d'infanterie et promu colonel le 19 septembre 1818 avec un brevet du 12 octobre 1818. Cela est suivi d'un passage en tant que commandant de la 14e brigade d'infanterie du 30 octobre 1825 au 2 mars 1834 à Düsseldorf. En tant que général de division, Weyrach est alors inspecteur des troupes d'occupation des forteresses fédérales. Le 30 mars 1835, Weyrach est chargé du commandement de la 3e division d'infanterie à Stettin et deux ans plus tard, est nommé commandant de cette grande unité. Entre-temps promu lieutenant général, Weyrach est chargé à partir du 9 mai 1840 de diriger le 3e corps d'armée. Le 10 septembre 1840, il est finalement nommé général commandant ce corps.
Ses nombreuses années de service sont reconnues par l'obtention de l'ordre de l'Aigle rouge, de 1re classe avec feuilles de chêne. À l'occasion de son 50e anniversaire de service, le roi Frédéric-Guillaume IV le nomme chef du 10e régiment d'infanterie. À sa demande, Weyrach est mis à la retraite le 4 octobre 1849 et reçoit le caractère de général d'infanterie avec pension légale.
Après sa mort le 30 juin 1869, Weyrach est enterré au cimetière des Invalides.

### Famille
Le 9 novembre 1814, il se marie à Tarputschen (de) avec Amalie von Saucken (1795-1858), fille du lieutenant royal prussien Ernst Wilhelm Christoph von Saucken (1758-1817) et de son épouse Christine Amalie Austin (1764-1833). Le mariage donne naissance à leur fils Kamil Karl (1815-1849).